# كاسبار بويسر
كاسبار بويسر (منذ 6 يناير 1525 حتى 25 سبتمبر 1602) مصلح وطبيب وباحث ألماني من أصل صربي.

## حياته الشخصية

### النشأة
ولد كاسبار بويسر في 6 يناير 1525 في باوتزن (ولاية زاكسن في ألمانيا)، وتوفي في 25 سبتمبر 1602 في ديساو (ولاية زاكسن أنهالت في ألمانيا). والده جريجور بويسر، حرفي معروف، ووالدته أوتيلي سيمون. كان والد مؤتمنًا من قبل نخبة باوتزن على مهام معينة فيما يتعلق بأحياء المدينة بين مجلس المدينة والسكان. كانت نخبة باوتزن عائلة مترابطة ذات روابط متقاربة، يشير ذلك إلى أن بويسر نفسه كان أيضًا مرتبطًا بجريجيروس ماتيج، الذي كان إنسانيًا ومفكرًا يحظى باحترام كبير خلال هذا الوقت. ماتيج نفسه، كان مديرًا لشركة أبر لوزاتيا وممثلًا لمدينة العقارات خلال انتفاضتهم في أوائل القرن الخامس عشر. بدأ تعليم بويسر في مسقط رأسه في زاكسن حيث بدأ الدراسة في مدرسة بروتستانتية محلية. كان نظام التعليم هذا متميزًا في ظل إدارة يواكيم كنيمياندر، الذي نشأ من منطقة لوساتيان العليا، والتي تُعرف الآن ببولندا.

## أواسط حياته
بعد مرور بعض الوقت، أُرسل بويسر إلى مدرسة لاتينية (تسمى تروتسندروف) في فالنتين فريدلاند. تعلم هناك المزيد عن التعليم اللوثري الجديد والمتطور، والتقى هناك بطلاب آخرين كانوا مهتمين بنفس الأيديولوجيات. لم يمض وقت طويل بعد وصول بويسر إلى تروتسندروف بالتوصية به بالالتحاق بجامعة زاكسون فيتنبرغ. كانت فيتنبرغ جامعة التحق بها العديد من اللوثريين، وكان هذا أيضًا المكان الذي حدثت فيه الخلافات الرئيسية للإصلاح. بعد ذلك، التحق بويسر بجامعة فيتنبرغ في مارس 1543، بعد أن أنهى دراسته الجامعية، وتخرج بدرجة الماجستير في سبتمبر 1545. وبعد التخرج أصبح بويسر أستاذًا في جامعة فيتنبرغ، ليحل محل إيراسموس رينهولد بعد وفاته في 1553. بدأ بويسر كأستاذ للرياضيات في عام 1550، ثم شق طريقه إلى الرياضيات العليا عام 1554. أثناء عمله كأستاذ في فيتنبرغ درّس بويسر جنبًا إلى جنب مع علماء رياضيات بارزين آخرين في ذلك الوقت وخريجي فيتنبرغ مثل إراسموس راينهولد وميشيل مايستلين في الفترة التي قضاها في فيتنبرغ، كان بويسر أيضًا أحد المروجين الرئيسيين، جنبًا إلى جنب مع فيليب ميلانشثون، للقسم/البرنامج الفلكي. في هذا الوقت واصل الذهاب إلى المدرسة ليحصل في النهاية على لقبه كطبيب في عام 1560. خلال هذا الوقت بدأ بويسر يفكر بشكل نقدي حول آرائه في علم الفلك. كان يعتقد أن علم الفلك لم يكن مجرد فن عملي ولكنه جزء أساسي من الفلسفة الطبيعية. الفكرة هي أن علم الفلك يتناسب تمامًا مع النظرة الغائية للعالم حيث يُظهر العمل الحاسم لخليقة الله، والنجوم هي أحد الأصول الثانوية. بعد بحثه وتعلمه، تخرج لاحقًا بدرجة الماجستير. تزوج بويسر زوجته الأولى ماغدالينا ابنة عالم اللاهوت والإنساني فيليب ميلانشثون. خلال زواجهما أنجبت ثلاثة أبناء وسبع بنات، وتوفيت فيما بعد عام 1575.

## حياته المتأخرة
حوالي عام 1570، أصبح بويسر طبيبًا لناخب ساكسونيا، أغسطس، الذي كان شخصية مهمة خلال فترة حرب شمالكالدي. في هذا المنصب أصبح أحد المستشارين الموثوق بهم لأغسطس وعمل كرئيس للفلسفة. كان الهدف الرئيسي هو اكتساب أتباع الكنيسة اللوثرية، سرعان ما خلق هذا بعض الشكوك حول وجود علاقة بين بويسر والكالفينية. كانت الكالفينية التي أسسها جون كالفين، مصلح بروتستانتي، ديانة شعبية انتشرت بسرعة في جميع أنحاء أوروبا. جاء في الوقت المناسب عندما بدأ الدين في التوسع، وظهرت حرية البحث عن الدين. كان يعتقد أن الكالفينية ضد آراء علم الفلك. نظرًا لأن بويسر كان يفكر بشكل أكثر نقدًا عن ملاءمة علم الفلك في عالم غائي، كان هذا بمثابة نقطة انطلاق تشير إلى أن وجهات نظره كانت مختلفة عن آراء المجتمع. سرعان ما اتهم بويسر بمؤامرة كالفينية وقُبض عليه في 1 أبريل 1574 في فيتنبرغ، دُرست هناك أعمال بويسر، وكان عليه أن يشرح روابطه الدينية والسياسية أمام مجمع درسدن.
ينبع اتهامه من تفسيره للعشاء الرباني، فاللوثريين الصارمين يعتقدون أن المسيح كان في القربان المقدس. كان الكونستوري هو الذي اتهم بويسر بالكالفينية واشتبه في أنه حاول توسيع نطاق تعليمه ليشمل ساكسونيا. وبعد محاكمات لا حصر لها، أدين من خلال كتاباته الشخصية. كان هذا بداية سجن بويسر لمدة 12 عامًا، بدأ في قلعة روشليتس، حيث استطاعت زوجته ماغدالينا البقاء معه. ولكن في وقت لاحق نُقل إلى لايبزيغ، حيث مكث بقية عقوبته. في هذه المرحلة، لم يكن قادرًا على تدريس الرياضيات أو علم الفلك أو الطب. فالتفت بويسر نحو كتابة الشعر. هنا كتب قصيدته أيديليوم، وأطول قصيدة له تأملت في مسقط رأسه في أبر لوزاتيا. خلال هذا الوقت كان ينتظر عائلته لتقديم التماس لإخراجه من عقوبته مبكرًا، واستطاعوا تحصيل ذلك في عام 1586. بعد إطلاق سراحه أصبح الطبيب الشخصي لأميرة أنهالت في ديسو، وتوفي في العاصمة في 25 سبتمبر عام 1602.
في حين لم يكن معروفًا مثل تيكو برا، عمل بويسر مع برا في حالات قليلة، بما في ذلك التدخل برسالة نيابة عن برا في نزاع بين الأخير وكريستوف روثمان حول اختراعه لنظام تيكونيك. 

## ألقابه ومهنه الرسمية
- أستاذ بجامعة فيتنبرغ (1550-1559).
- عميد جامعة فيتنبرغ.
- فيلسوف.
- طبيب عام (تخرج عام 1560).
- طبيب أغسطس ناخب ساكسونيا (1570).
- عالم فلك.
- مراسل فلكي.